# Japan Open Tennis Championships 2011
Il Japan Open Tennis Championships 2011, noto come Rakuten Japan Open Tennis Championships per motivi di sponsorizzazione, è stato un torneo di tennis giocato su campi in cemento all'aperto. Si è trattato della 39ª edizione del Japan Open Tennis Championships e faceva parte del circuito ATP World Tour 500 series nell'ambito dell'ATP World Tour 2011. Gli incontri si sono tenuti all'Ariake Coliseum di Tokyo, Giappone, dal 3 al 9 ottobre 2011.

## Partecipanti ATP

### Teste di serie
| Nazionalità | Giocatore        | Ranking* | Testa di serie |
| ----------- | ---------------- | -------- | -------------- |
| Spagna      | Rafael Nadal     | 2        | 1              |
| Regno Unito | Andy Murray      | 4        | 2              |
| Spagna      | David Ferrer     | 5        | 3              |
| Stati Uniti | Mardy Fish       | 8        | 4              |
| Serbia      | Viktor Troicki   | 16       | 5              |
| Serbia      | Janko Tipsarević | 17       | 6              |
| Rep. Ceca   | Radek Štěpánek   | 24       | 7              |
| Argentina   | Juan Mónaco      | 27       | 8              |

* Le teste di serie sono basate sul ranking al 26 settembre 2011.

### Altri partecipanti
I seguenti giocatori hanno ricevuto una wildcard per il tabellone principale:
- Yūichi Sugita
- Gō Soeda
- Tatsuma Itō

I seguenti giocatori sono passati dalle qualificazioni:

- Marco Chiudinelli
- Matthew Ebden
- Ryan Harrison
- Dudi Sela

## Campioni

### Singolare
Andy Murray ha sconfitto in finale  Rafael Nadal per 3-6, 6-2, 6-0.
- È il ventesimo titolo in carriera per Murray, il quarto del 2011.

### Doppio
Andy Murray /  Jamie Murray hanno sconfitto in finale  František Čermák /  Filip Polášek per 6-1, 6-4.
- È il secondo titolo in carriera vinto insieme dai fratelli Murray.